# Agustín Tarantino
Agustín Tarantino (Córdoba, Argentina, 15 de septiembre de 1981) es un exjugador profesional de tenis. Actualmente se desempeña como entrenador en Italia.

## Biografía
Agustín es un extenista destacado en la etapa juniors de Argentina (under 12-14-16). 
Representó delegaciones provinciales, nacionales y sudamericanas con parte de la reconocida "Legión Argentina".
En su paso por el profesionalismo alcanzó su mejor ubicación en el año 2006, finalizando 307° ATP.
Ganador de 9 Futures en dobles. 3 Futures en singles y 5 veces finalista.
Participó en importantes equipos de "Ligas" Francesa - Alemana e Italiana.
Fue productor y conductor de televisión, en Córdoba Argentina (Tiebreak). 
Organizó Futures y torneos open.
Trabajo en Italia y actualmente vive y trabaja en Brasil

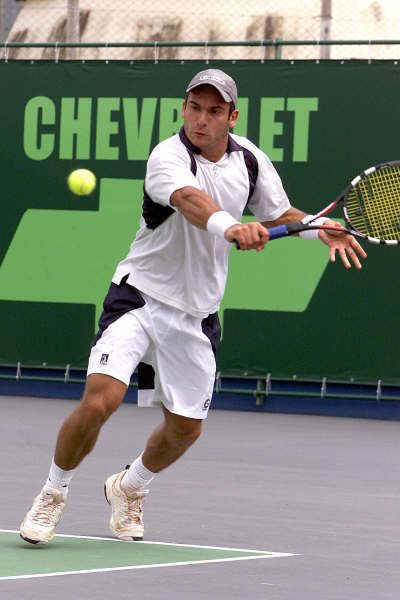
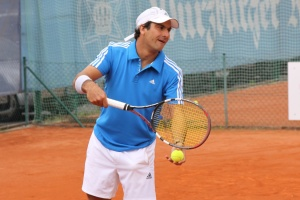
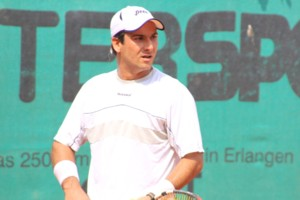